# Tomislav Marić
Tomislav Marić (nacido el 28 de enero de 1973) es un exfutbolista croata que se desempeñaba como delantero.
Tomislav Marić jugó 9 veces y marcó 2 goles para la selección de fútbol de Croacia entre 2002 y 2003.

## Trayectoria

### Clubes
| Club                     | País     | Año         |
| ------------------------ | -------- | ----------- |
| Karlsruher SC            | Alemania | 1994 - 1995 |
| SG Wattenscheid 09       | Alemania | 1995 - 1996 |
| Stuttgarter Kickers      | Alemania | 1996 - 2000 |
| VfL Wolfsburgo           | Alemania | 2000 - 2004 |
| Borussia Mönchengladbach | Alemania | 2004        |
| VfL Wolfsburgo           | Alemania | 2004 - 2005 |
| Urawa Reds               | Japón    | 2005        |
| TSG 1899 Hoffenheim      | Alemania | 2006 - 2007 |

### Selección nacional
| Selección | País    | Año         |
| --------- | ------- | ----------- |
| Absoluta  | Croacia | 2002 - 2003 |

## Estadística de equipo nacional
| Selección de fútbol de Croacia | Selección de fútbol de Croacia | Selección de fútbol de Croacia |
| Año                            | Part.                          | Goles                          |
| ------------------------------ | ------------------------------ | ------------------------------ |
| 2002                           | 4                              | 1                              |
| 2003                           | 5                              | 1                              |
| Total                          | 9                              | 2                              |